# Abdiel Arroyo
Abdiel Arroyo Molinar, né le 13 décembre 1993 à Colón, est un footballeur international panaméen qui évolue au poste d'ailier droit.

## Biographie
Il fait partie de la liste des 23 joueurs panaméens sélectionnés pour disputer la Coupe du monde de 2018 en Russie, la première de l'histoire du Panama. Il participe à deux matchs de poules en tant que remplaçant: face à l'Angleterre (défaite 6-1) en entrant à la 69e à la place de Gabriel Gómez et face à la Tunisie (défaite 2-1) en entrant à la 81e à la place de Ricardo Ávila.  

## Palmarès
Avec l'Árabe Unido
- Champion du Panama en 2012 (tournoi d'ouverture) et 2015 (tournoi de clôture et d'ouverture)

## Statistiques

### En club
Le tableau ci-dessous récapitule les statistiques d'Abdiel Arroyo lors de sa carrière en club :
| Saison                | Club                  | Championnat           | Championnat | Championnat | Coupe(s) nationale(s) | Coupe(s) nationale(s) | Compétition(s) continentale(s) | Compétition(s) continentale(s) | Compétition(s) continentale(s) | Autres compétitions | Autres compétitions | Autres compétitions | Total | Total |
| Saison                | Club                  | Division              | M.          | B.          | M.                    | B.                    | Comp.                          | M.                             | B.                             | Comp.               | M.                  | B.                  | M.    | B.    |
| 2010                  | Árabe Unido           | 1                     | 1           | 0           | -                     | -                     | -                              | -                              | -                              | -                   | -                   | -                   | 1     | 0     |
| 2011                  | Árabe Unido           | 1                     | 8           | 1           | -                     | -                     | -                              | -                              | -                              | -                   | -                   | -                   | 8     | 1     |
| 2012                  | Árabe Unido           | 1                     | 12          | 3           | -                     | -                     | -                              | -                              | -                              | Playoffs            | 3                   | 3                   | 15    | 6     |
| 2013                  | Árabe Unido           | 1                     | 28          | 2           | -                     | -                     | LCC                            | 4                              | 2                              | Playoffs            | 2                   | 1                   | 34    | 5     |
| 2014                  | Árabe Unido           | 1                     | 27          | 8           | -                     | -                     | LCC                            | 2                              | 0                              | Playoffs            | 2                   | 0                   | 31    | 8     |
| 2015                  | Árabe Unido           | 1                     | 25          | 5           | -                     | -                     | LCC                            | 3                              | 1                              | Playoffs            | 6                   | 5                   | 34    | 11    |
| 2015-2016             | RNK Split             | 1                     | 14          | 0           | -                     | -                     | -                              | -                              | -                              | -                   | -                   | -                   | 14    | 0     |
| 2016                  | Deportes Tolima       | 1                     | 14          | 1           | 1                     | 0                     | CS                             | 2                              | 0                              | Playoffs            | 2                   | 0                   | 19    | 1     |
| Total sur la carrière | Total sur la carrière | Total sur la carrière | 129         | 20          | 1                     | 0                     | -                              | 11                             | 3                              | -                   | 15                  | 9                   | 156   | 32    |

### Buts en équipe nationale
| No | Date             | Stade, ville, pays                                | Adversaire        | Résultat | Compétition                                         |
| -- | ---------------- | ------------------------------------------------- | ----------------- | -------- | --------------------------------------------------- |
| 1  | 14 juin 2016     | Lincoln Financial Field, Philadelphie, États-Unis | Chili             | D 4-2    | Copa América Centenario                             |
| 2  | 2 septembre 2016 | Estadio Rommel Fernández, Panama City, Panama     | Jamaïque          | V 2-0    | Éliminatoires de la Coupe du monde 2018             |
| 3  | 20 janvier 2017  | Estadio Rommel Fernández, Panama City, Panama     | Salvador          | V 1-0    | Copa Centroamericana 2017                           |
| 4  | 15 juillet 2017  | FistEnergy Stadium, Cleveland, États-Unis         | Martinique        | V 3-0    | Gold Cup 2017                                       |
| 5  | 5 septembre 2017 | Estadio Rommel Fernández, Panama City, Panama     | Trinité-et-Tobago | V 3-0    | Éliminatoires de la Coupe du monde de football 2018 |
| 6  | 16 octobre 2018  | Stade Cheonan, Cheonan, Corée du Sud              | Corée du Sud      | D 1-2    | Match amical                                        |
| 7  | 22 juin 2019     | FistEnergy Stadium, Cleveland, États-Unis         | Guyana            | D 4-2    | Gold Cup 2019                                       |

NB : Les scores sont affichés sans tenir compte du sens conventionnel en cas de match à l'extérieur (Panama-Adversaire)